# مؤسسة كل امرأة
مؤسسة كل امرأة (بالإنجليزية: The Every Woman Foundation)‏ هي منظمة نسائية غير ربحية تعمل على توفير برامج التوعية والفعاليات المجتمعية للنساء من جميع الأعمار والظروف والخلفيات. تحتفل المنظمة أيضًا باليوم العالمي للمرأة سنويًا مع حدثها المميز «مهرجان كل امرأة». تأسست مؤسسة كل امرأة في أستراليا في عام 2011 وتم إطلاقها في كندا في عام 2012، وتعمل تحت اسم كل امرأة ومهرجان تنظيم كل امرأة، وشعبة لرابطة صوفي صارافينو للترفيه وصُنفت كمنظمة غير ربحية في كندا في عام 2014.

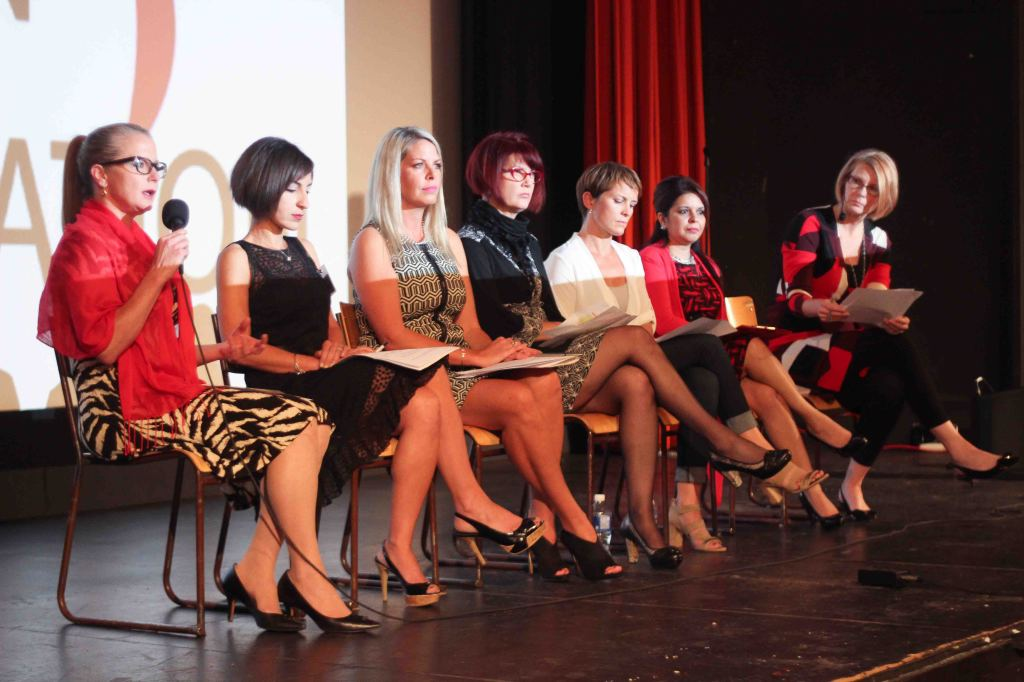
ممثلو مؤسسة كل امرأة في كالجاري

تأسست المؤسسة على يد عازفة الكمان البريطانية الأسترالية صوفي أرمسترونغ (والتي عُرفت سابقًا باسم صوفي سيرافينو)، وكان لها حضور في سيدني بأستراليا وكالجاري بألبرتا وإدمونتون بألبرتا.
أطلقت مؤسسة كل امرأة عن قرص به حلقات مُجمعة كامل خاص بالأنثى من خلال بيتر ماليك في عام 2014 ، والذي يتضمن مسارات للفنانين تارا سلون، وإيمي سكاي، وصوفي أرمسترونغ.